# Word Up!
Word Up! — песня в жанре R&B и фанк, написанная и изданная группой Cameo 27 мая 1986 года. В результате усиленной трансляции на американских поп и R&B радио и показываемого по MTV видео, сингл стал самым известным хитом группы.
Песня из одноимённого альбома Cameo стала для группы первым хитом, попавшим в американский топ-40, и достигнувшим шестой строчки в Billboard Hot 100. Также сингл в течение трёх недель занимал первую строчку в американском чарте Hot R&B/Hip-Hop Songs и на протяжении одной недели находился на вершине чарта Hot Dance Club Songs. В Великобритании песня на протяжении 10 недель держалась в топ-40, а также 21 сентября 1986 заняла третье место.
Помимо коммерческого успеха, сингл получил хорошие отзывы от критиков. «Word Up!» победила на Soul Train Music Award в номинации «лучший сингл в жанре R&B». Песня также была удостоена премии NME в номинации «лучшая танцевальная песня».

## Позиции в хит-парадах
Еженедельные чарты:
| Чарт (1986-87)                                   | Позиция |
| ------------------------------------------------ | ------- |
| Австралия                                        | 6       |
| Австрия                                          | 10      |
| Канада                                           | 12      |
| Ирландия                                         | 8       |
| Италия                                           | 6       |
| Великобритания                                   | 3       |
| США Billboard Hot 100                            | 6       |
| США Billboard Hot Dance Club Play                | 1       |
| США Billboard Hot Dance Music/Maxi-Singles Sales | 3       |
| США Billboard Hot Black Singles                  | 1       |

Годовые чарты:
| Чарт (1986)                             | Позиция |
| --------------------------------------- | ------- |
| США (Billboard Top Dance Sales Singles) | 48      |
| США (Billboard Top Pop Singles)         | 68      |

## Версия Мел Би
«Word Up!» стал синглом Мел Джи (больше известной как Мел Би) и кавер-версией хита группы Cameo. Сингл был издан 28 июня 1999 и достиг 14-й строчки в чарте синглов Великобритании. Также сингл вошёл в саундтрек к фильму «Остин Пауэрс: Шпион, который меня соблазнил». «Word Up!» продался тиражом в 77.000 копий по Великобритании, что стало самым низким результатом среди синглов, имеющих отношение к Spice Girls в 1990-х.

### Список композиций в версии Мел Би
- Версия для Великобритании

1. «Word Up!» [радиоверсия] — 3:25
2. «Sophisticated Lady» — 2:44
3. «Word Up!» [Tim’s Dance Mix] — 5:32
4. «Word Up!» [видеоклип]

- Европейское двухтрековое издание

1. «Word Up» — 3:55
2. «Sophisticated Lady» — 2:44

### Позиции в чартах
| Чарт (1999)    | Позиция |
| -------------- | ------- |
| Италия         | 34      |
| Нидерланды     | 86      |
| Великобритания | 14      |

## Версия Korn
Ню-метал-группа Korn сделали кавер-версию песни. «Word Up!» был первым треком, вошедшим в студийный сборник 2004 Greatest Hits vol. 1 и стал одним из двух треков, вместе с кавер-версией песни Pink Floyd «Another Brick in the Wall», которые появились только в этом альбоме («Word Up» также исполнялся позже на концертных выступлениях). Сингл получил обширную трансляцию на рок-радио к моменту релиза, попал в топ-20 обоих чартов, и произвел внушительное впечатление в популярных чартах других стран, включая Австралию (где сингл стартовал на 38-й строчке) и Германии (47-я строчка).
Вокалист Джонатан Дэвис сказал о решении группы включить эту песню в альбом своих Лучших хитов: «Мы играли „Word Up!“ годами, как песню для саундчека, не полную версию, просто основную мелодию». Музыкальное видео на песню снял Антти Йокинен, в котором лица музыкантов были преобразованные с помощью компьютера в собачьи морды (похожее на видео Basement Jaxx «Where's Your Head At?», где человеческие лица превращались в морды обезьян), в клубе, с женщиной, танцующей топлес. Гитарист Брайан «Хэд» Вэлч был недоволен этим решением.

### Список композиций в версии Korn
1. «Word Up!»
2. «Word Up!» (Atticus Clark Remix)
3. «Word Up!» (Damizza Ree Mix)
4. «Word Up!» (радиоверсия)
5. «Another Brick in the Wall» (Live)
6. «Word Up!» (видео)

## Версия Little Mix
Британская группа Little Mix записала кавер на «Word Up!» для благотворительной акции Sport Relief 2014. Цифровой сингл был выпущен 16 марта, на следующий день в продажу поступила физическая копия сингла, приобрести которую можно было только в сети магазинов Sainsbury’s.

### История
16 января 2014 в официальном аккаунте Little Mix на сайте Twitter был анонсировал благотворительный сингл. Впервые песня прозвучала 20 января 2014 в эфире BBC Radio 1 на утреннем шоу Ника Гримшоу.
Обложка сингла была представлена 24 января 2014.

### Отзывы критиков
Песня получила довольно положительные отзывы на Popjustice, где отметили, что песня является третьим лучшим кавером на песню, а также дали синглу 7 звёзд из 10. Ресурс DirectLyrics и вовсе написал, что у песни есть все шансы стать номером один.

### Список композиций
Цифровая загрузка
1. «Word Up!» — 3:26

Ремиксы
1. «Word Up!» (The Alias Radio Edit) — 3:33
2. «Word Up!» (Extended Mix) — 4:59
3. «Word Up!» (Instrumental) — 3:05

CD-сингл
1. «Word Up!» — 3:26
2. «Word Up!» (The Alias Radio Edit) — 3:33
3. «Word Up!» (Extended Mix) — 4:59
4. «Word Up!» (Instrumental) — 3:05

## Дополнительные факты
- Кавер-версия в исполнении KoЯn использовалась в 2006 и 2007 в рекламе сериала Entourage на канале ITV2, также данная версия песни прозвучала в 5 серии 2 сезона сериала Доктор Хаус.
- Версия песни в исполнении Cameo использовалась в рекламе второго сезона шоу «Все ненавидят Криса» на канале британского телевидения Paramount Comedy 1 в августе 2007.
- Версию песни в исполнении Cameo можно услышать в двадцатом сезоне мультсериала Симпсоны в серии «Homer and Lisa Exchange Cross Words»
- Оригинальную версию песни можно также услышать в драме на гей-тему Будь собой.
- Так же песню в оригинальном исполнении Cameo можно услышать в фильме Jony Eanglish: Reborn, когда главному герою поручили убить китайского сенатора.
- Отрывок оригинальной песни можно услышать в фильме Оно 2. Песня играет из радио приёмника Ричи Тозиера. Сцена воспоминаний из земляники.

## Другие кавер-версии
- кавер-версия шотландской рок-группы Gun
- кавер-версия группы The BossHoss в 2005 в альбоме Internashville Urban Hymns
- кавер-версия кантри-соул певицы Виллис (с сингла 2004 «Take You High»), вошедшего в седьмой сезон сериала «C.S.I.: Место преступления», эпизод «Post Mortem», в котором Ходжес танцует под эту песню
- Песня содержится в европейской версии популярной аркадной игры «Dance Dance Revolution»
- кавер-версия, исполненная Yonder Mountain String Band на их концерте в Мелквеге, Амстердам 20 марта, 2007 (доступна на archive.org)